# Estadio Orlando
El Estadio Orlando (en inglés: Orlando Stadium) es un estadio de fútbol ubicado en Soweto, un suburbio de la ciudad de Johannesburgo, Sudáfrica. Fue inaugurado en 2008 y tiene una capacidad de 46 000 personas. Es sede del club Orlando Pirates de la Premier Soccer League.

## Historia
El Estadio Orlando fue inaugurado el 2 de mayo de 1959 y tenía una aforo de 24 000 personas. 
El 3 de mayo de 2006 fue demolido y se iniciaron las obras de construcción, por parte de las empresas Platinum Sports Consulting, Afro Architectural y WMS Architects, con un coste de 280 000 000 rands. Fue inaugurado el 22 de noviembre de 2008 y cuenta con 40 000 localidades, 120 suites (dos de ellas VIP), salas de conferencias, aparcamiento de 2500 plazas, un gimnasio, tiendas y oficinas.
Se utiliza habitualmente para la práctica de fútbol, aunque en ocasiones también ha servido para disputar partidos de rugby y realizar conciertos.
Se usó como centro de entrenamiento en la Copa Mundial de Fútbol de 2010, del mismo modo que en la Copa FIFA Confederaciones 2009.
Además de servir como lugar de entrenamiento para la Copa Mundial de la FIFA 2010, también fue sede del Concierto de Celebración de Inicio de la Copa Mundial de la FIFA el 10 de junio de 2010, con artistas como Hugh Masekela, Parlotones, Freshlyground, Soweto Gospel Choir, Alicia Keys, The Who, Kelly Clarkson, Mariah Carey, Rod Stewart, Dave Matthews Band, Manfred Mann's Earth Band, Justin Bieber, John Legend, Black Eyed Peas y Shakira.

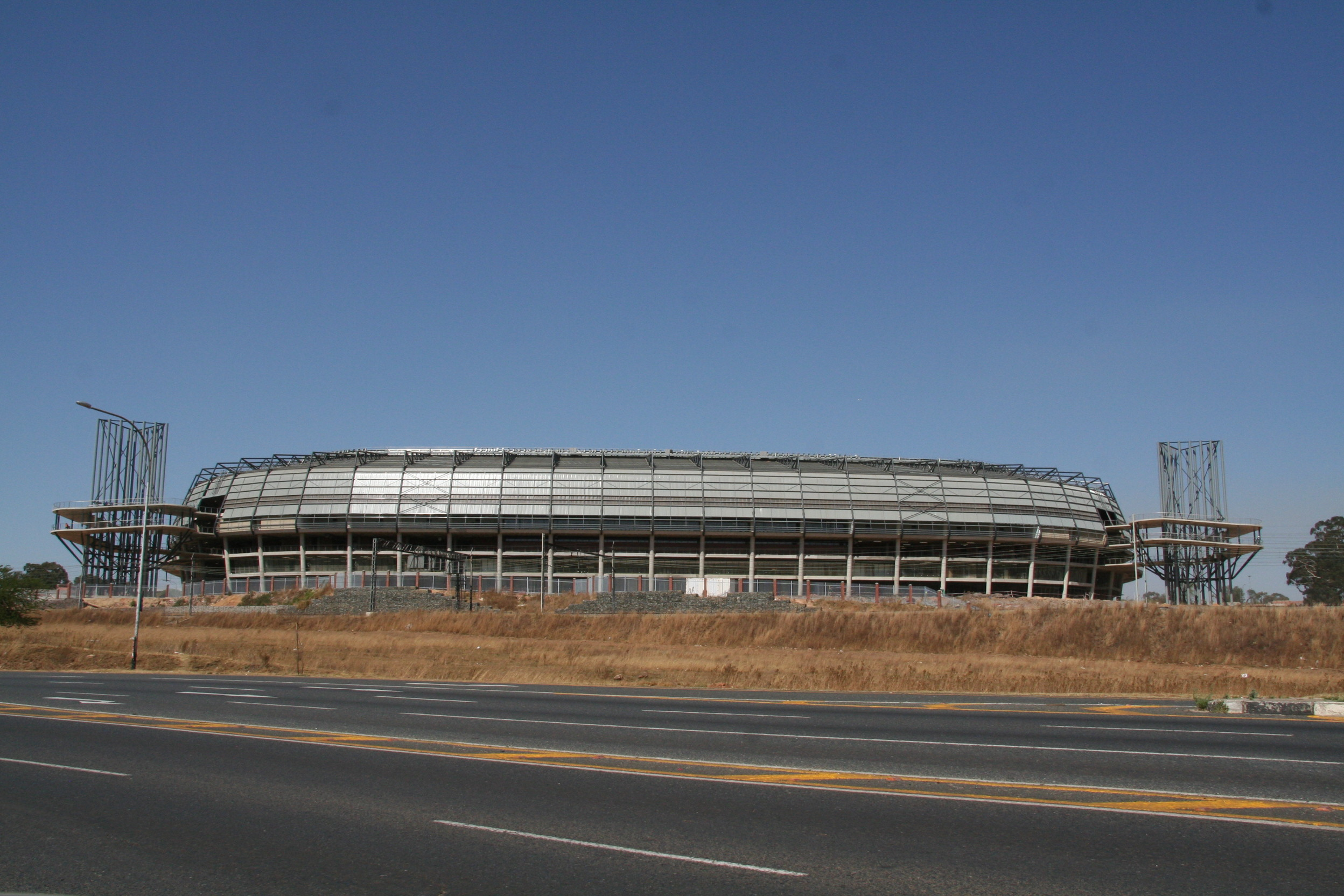
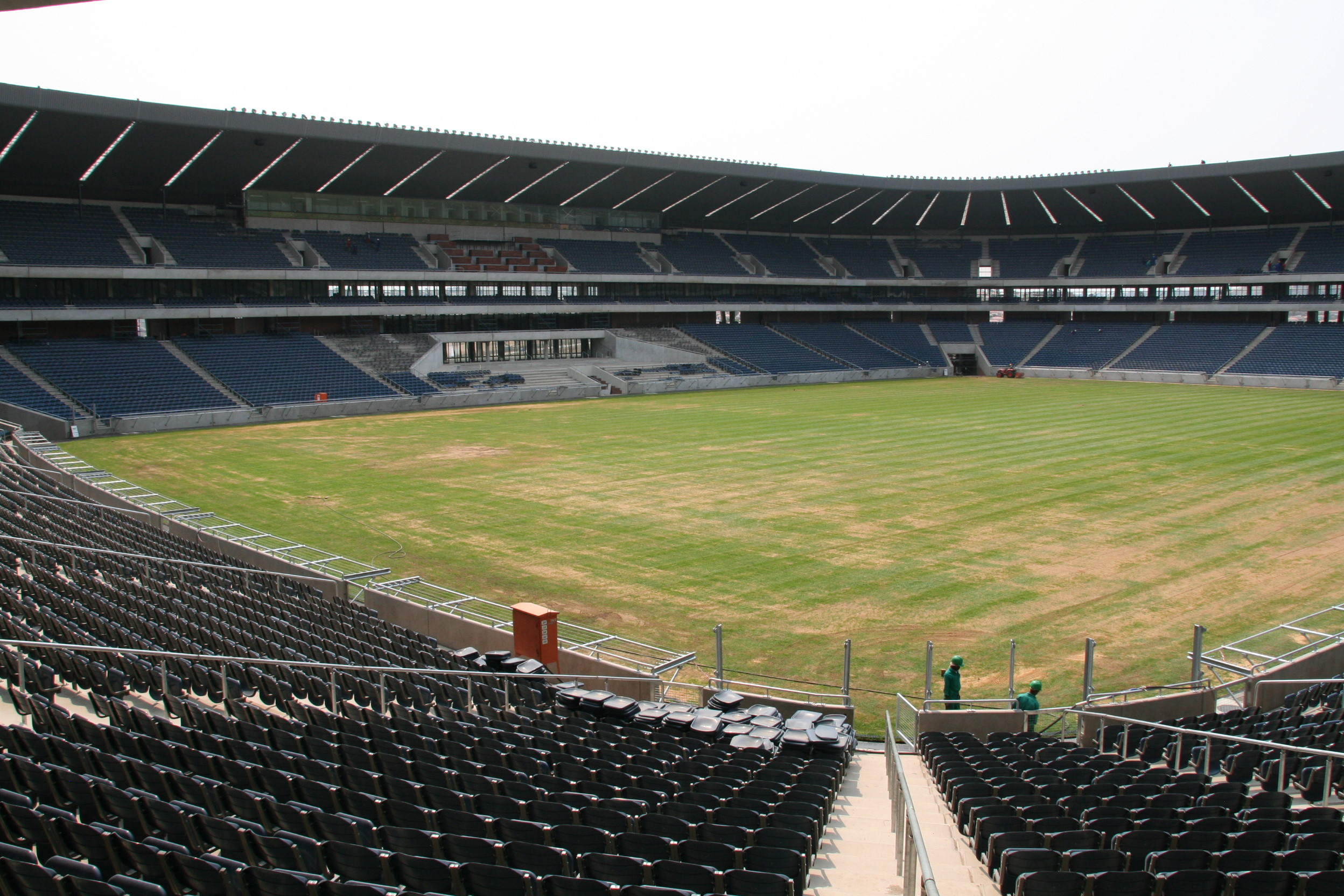